# Ticz András
Ticz András (Veszprém, 1993. április 18. –) magyar színész.

## Életpályája
Gyermekkorát Balatonfűzfőn töltötte. 2008-2013-ig a Veszprémi Közgazdasági Szakközépiskola tanulója volt. 2013-2018 között a Kaposvári Egyetem színművész szakos hallgatója volt, Uray Péter osztályában. Gyakorlati évét a zalaegerszegi Hevesi Sándor Színházban töltötte, melynek tagja lett a 2018-tól induló évadban. Mellette rendszeres fellépője a Kvártélyház Szabadtéri Színháznak. 
Gyermekkorától kezdve közel áll hozzá a színpad, legyen szó zenélésről, táncról, éneklésről, színészkedésről. 

## Színházi szerepei
- Cigánykerék – Lönci
- Padlás – Rádiós
- Sose halunk meg – Imi
- Kölcsönlakás – Alistair Spenlow
- Hasonmások – Rónai, háromszoros Kossuth-díjas koreográfus
- A kőszívű ember fiai – Richárd
- Óz, a nagy varázsló – Bádogember
- Zrínyi 1566 – Dandó Ferenc hadnagy
- Lili bárónő – Frédi
- A windsori víg nők – Robin, Falstaff apródja
- Advent a Hargitán – Zetelaki Gábor
- Isten pénze – Freddy
- Szép nyári nap – Öcsi
- Csárdáskirálynő – Fegyversegéd, Közjegyző, Főherceg
- Lovagias ügy – Müller
- Képzelt riport egy amerikai popfesztiválról – A fiú
- Az ügynök halála – Happy
- A vihar kapuja – Koldus
- Evita – ensemble
- Tanár Úr, kérem! – Gabi; Fiatalember
- Ördögűzők – Henrick, Hawthorne
- Dzsungel Könyve – Maugli
- Fekete ég – fehér felhő – ensemble
- János Vitéz – Kormányos
- Don Quijote – ensemble
- Katonák – katona
- Rómeó és Júlia
- Adáshiba – Imrus

## Sorozatszerepei
- Legyetek szeretettel (2023) – Somfalvi unoka
- Doktor Balaton (2022) – Festő
- A mi kis falunk (2021) – Kosaras fiú
- Keresztanyu (2020) – Fesztiválozó Fecó
- Drága örökösök (2019) – Rohamrendőr